# Montalvo (Constância)
Montalvo ist eine Gemeinde (Freguesia) im portugiesischen Kreis Constância. In ihr leben 1239 Einwohner (Stand 19. April 2021).